# Kévin Lebreton
Kévin Lebreton (30 d'octubre de 1993) és un ciclista francès, professional des del 2015. Corre a l'equip Armée de Terre de 2015 a 2017.

## Palmarès
- 2013
  - Vencedor d'una etapa al Tour des Mauges
- 2014
  - Vencedor d'una etapa al Kreiz Breizh Elites
- 2016
  - 1r a la Manche-Atlantique